# 杜孟模
杜孟模（1904年—1974年9月16日），男，河南杞县人，中国教育家、政治人物，郑州大学教授，曾任河南省人民委员会副省长，河南省政协副主席，中国民主同盟中央委员会委员、河南省委员会主任委员，第二、三届全国人大代表，第三届全国政协委员。
杜孟模北京大学毕业，先后在济南、开封等地任教，同时从事抗日救亡活动。在开封组织“社会科学读书社”，吸收进步青年学生，学习马列主义和中共的抗日主张，掩护中共地下党员，动员进步青年到延安和其他抗日根据地参战。抗日战争胜利后，参加了反饥饿、反内战、反独裁的革命群众运动。1947年参加中国民主同盟。中华人民共和国成立后，历任开封市人民政府副市长，河南省副省长，河南省政协副主席，民盟中央委员、民盟河南省委员会主任委员，河南省数学学会理事长，郑州大学教授。